# St. Kilian und Georg (Bad Staffelstein)

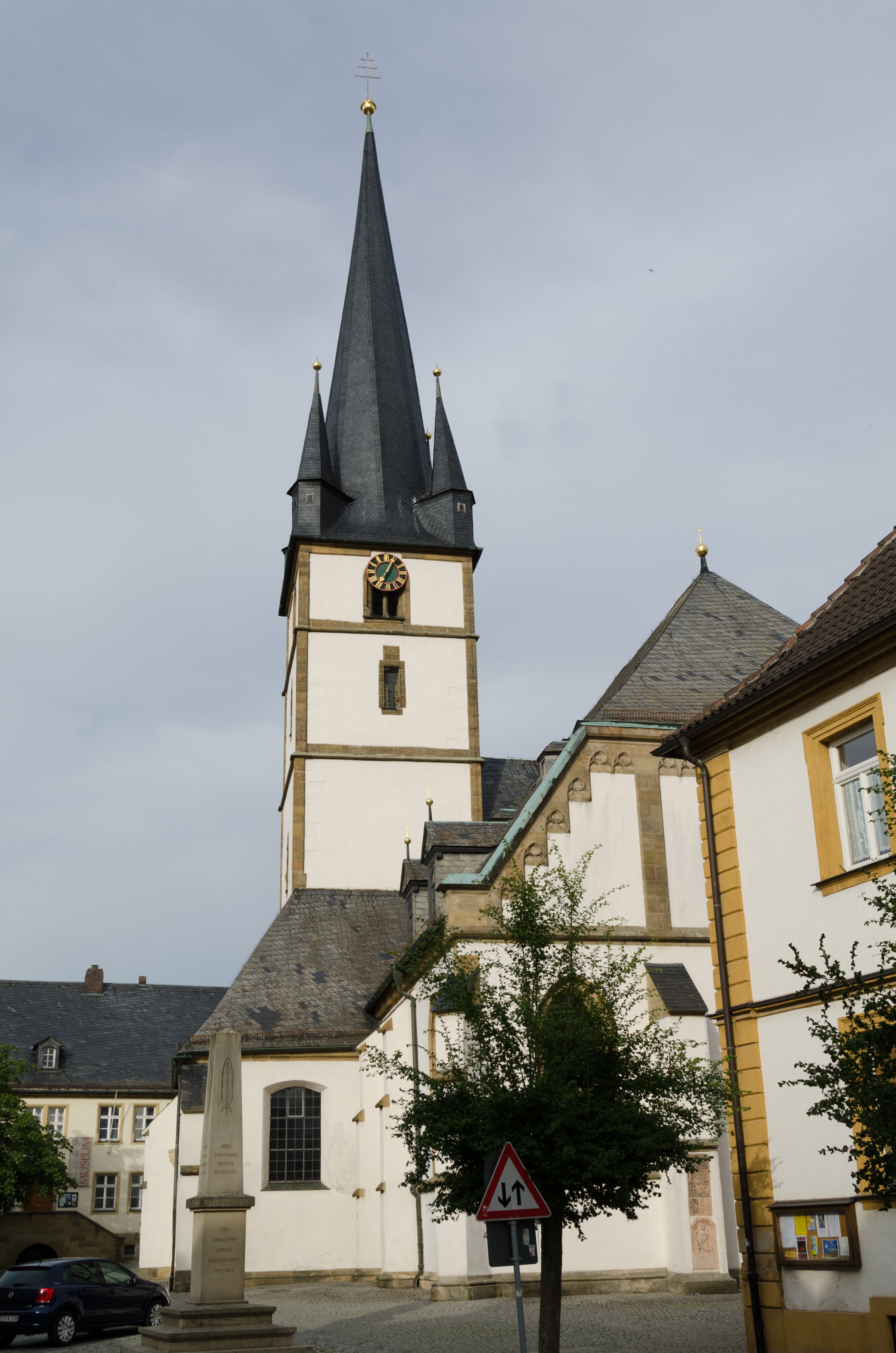
St. Kilian Bad Staffelstein

Die römisch-katholische Pfarrkirche St. Kilian und Georg steht in der Stadt Bad Staffelstein im Landkreis Lichtenfels. Das Bauwerk stammt aus dem Jahr 1485. Die Pfarrei gehört zum Seelsorgebereich Gottesgarten im Dekanat Coburg des Erzbistums Bamberg.

## Baugeschichte
Die Pfarrei St. Kilian wurde um 800 gegründet. Der erste Pfarrer ist für 1059 belegt. Die Kirche gehörte vielleicht zu den vierzehn Slawenkirchen Karls des Großen in Oberfranken.:S. 221 Sie ist das älteste Bauwerk in Bad Staffelstein. Die ältesten Mauerteile, die Mittelschiffsoberwände und wohl auch die Grundmauern des Chorvorjoches stammen aus dem 13. Jahrhundert. Die beiden Untergeschosse des dem Chorvorjoch nördlich angebauten Turmes werden in das 13. oder frühe 14. Jahrhundert datiert. Der Chor entstand im zweiten Viertel des 14. Jahrhunderts. Beim Stadtbrand 1473 wurden das unvollendete Langhaus und der Kirchturm stark beschädigt. Das Kirchenschiff war bis 1485 fertiggestellt, der Kirchturm folgte mit den Obergeschossen und dem Helm bis 1515. Etwa zeitgleich erfolgte der Einbau der massiven Westempore. Um 1600 wurde die Sakristei errichtet. Zwischen 1724 und 1726 ließ die Gemeinde eine umfangreiche Umwandlung der Staffelhalle durchführen. Unter anderem wurde der halbe Westgiebel abgetragen und das Dach abgewalmt sowie an der Westseite ein runder Treppenturm angebaut und die beiden oberen Seitenemporen errichtet. Die ursprünglich gotische Innenausstattung wurde durch eine Barockausstattung, unter anderem mit reichlich barockem Stuck verziert, ersetzt. Bis 1741 folgten ein neuer Hochaltar, die Seitenaltäre, die Kanzel und das Gestühl.:S. 221 Die Kirche war bis ins 19. Jahrhundert vom Friedhof umgeben, 1805 wurde der neue Friedhof am Weg zum Staffelberg angelegt. Nach der Stuckierung des Innenraums, unter Belassung der Rippengewölbe, durch den Staffelsteiner Martin Seelmann folgte 1871 eine Innenrenovierung, die unter anderem ein Entfernen der Stuckaturen und eine Reduzierung des Schnitzdekors an den Seitenaltären umfasste. Die Barockisierung wurde zugunsten neugotischer Formen teilweise rückgängig gemacht, unter anderem mit einem neuen Portal an der Westfassade 1884/1885. Eine umfangreiche Außen- und Innenrestauration, bei der die Gewölberippen nach originalem Befund des 16. Jahrhunderts mit Kieselmuster gefasst wurden, wurde 1964/1965 durchgeführt.

## Baubeschreibung
Die nach Osten gerichtete Kirche steht im nordöstlichen Altstadtviertel von Bad Staffelstein. Es ist eine vierjochige, kreuzrippengewölbte Emporenbasilika mit einem eingezogenen Chor. Vor dem Umbau 1725 war es eine Staffelhalle. Der verputzte Außenbau besteht aus Brocken- und Quadermauerwerk, die Gliederungen und Baukanten sind aus Sandsteinquadern.
Der Chor hat ein schmales Joch und einen Fünfachtelschluss. Er ist ringsherum mit hohen, schlanken Strebepfeilern besetzt, die die Standsicherheit der Gewölbe sicherstellen. In Richtung Westen ist ein Vorchor mit einem rechteckigen Joch angebaut, neben dem nördlich der Kirchturm und südlich die Sakristei stehen. Chor und Vorchor überspannen Kreuzrippengewölbe mit Tellerschlusssteinen. Die Rippen sind aus Sandstein gehauen. Sieben schmale Spitzbogenfenster belichten den Raum. Dreibahniges Maßwerk hat noch das Fenster im Chorhaupt.:S. 222

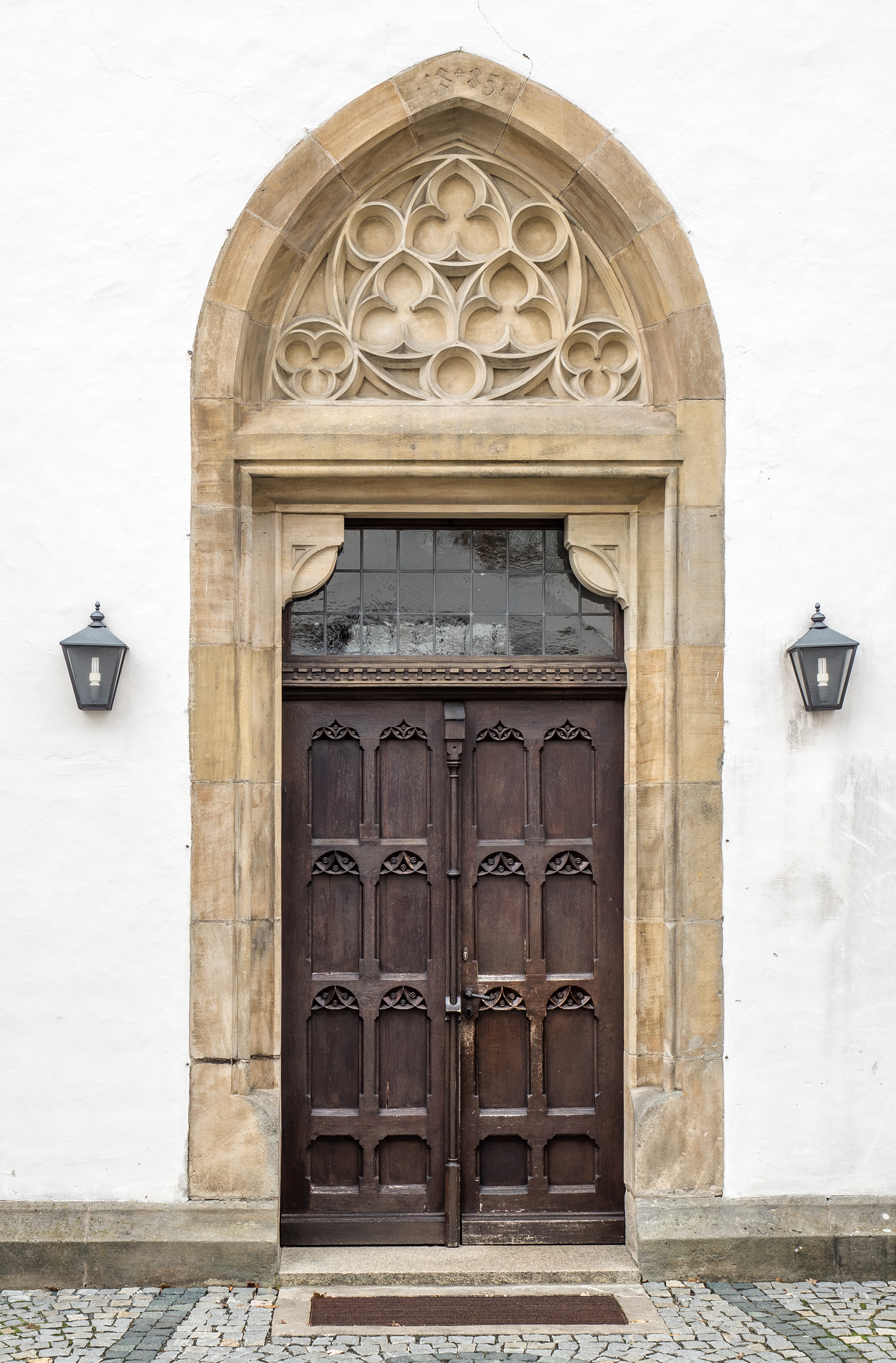
Haupteingang

Das Langhaus ist eine dreischiffige Basilika mit Rundpfeilern und einfachen Kreuzrippengewölben, mit Schildbogenrippen und Tellerschlusssteinen. Der Schlussstein des westlichsten Jochs trägt die Jahreszahl 1485. Die Strebepfeiler sind ringsherum in der Fassade angeordnet. Der Dachraum über den Seitenschiffen ist durch rundbogige Dachgaubenfenster belichtet und durch profilierte Sandsteinbrüstungen in den Rundbogenöffnungen vom Hauptschiff getrennt. Im westlichsten Joch der drei Schiffe ist eine massive fünfjochige Empore eingebaut, deren Kreuzrippengewölbe im Mittelschiff auf zwei weiteren, niedrigen Rundpfeilern ruht. Eine massive Treppe bildet an der Nordseite den Zugang zur Empore.:S. 223 Die beiden Seiteneingänge in der Nord- und Südseite sind rechteckig und mit profilierter, geohrter Sandsteinrahmung versehen. Die mit neuromanischen und neugotischen Stilformen gestaltete Westfassade hat den rechteckigen Haupteingang, den ein Kragsturz und darüber eine spitzbogige Lünette mit neugotischem Maßwerkoberlicht verzieren. Seitlich steht ein runder Treppenturm zur Erschließung der Empore mit einer polygonalen, verschieferten Haube. Ein Spitzbogenfries unter der Dachtraufe rahmt die Fassade ein.
Ein spitzbogiges und ein stichbogiges Fenster in der Nordseite, vier Spitzbogenfenster in der Südseite sowie in der Westseite ein seitlich angeordnetes Spitzbogenfenster, zwei runde Okuli neben dem Hauptportal und eine Dreiergruppe von spitzbogigen Fenstern oberhalb der Empore belichten das Langhaus.:S. 224 Im vordersten Teil des nördlichen Seitenschiffes öffnet sich die Außenwand mit einem großen Rundbogen für den Anschluss der angebauten Antoniuskapelle. Diese hat ein verschiefertes Walmdach, darunter ein einfaches Kreuzrippengewölbe. Ein verschiefertes Satteldach, mit einem Halbwalm über dem Westgiebel, bildet den oberen Abschluss des Langhauses.
Ein fünfgeschossiger Glockenturm schließt nördlich an das Vorchorjoch an. Er ist fünfgeschossig und hat einen quadratischen Grundriss. Die einzelnen Geschosse sind durch schräge Gesimse gekennzeichnet. Im obersten Geschoss ist allseitig eine Schallöffnung mit spitzbogigem, zweibahnigem Maßwerkwerk, und an drei Seiten mit Uhrziffernblättern, vorhanden. Bekrönt wird er durch einen hohen schiefergedeckten, achteckigen Spitzhelm. Ihm radial zugeordnet sind vier sechsseitige Scharwachttürmchen.:S. 225
An der Südseite des Vorchorjoches schließt die zweigeschossige Sakristei mit zwei zu zwei Achsen an. Das Gebäude wurde in zwei Abschnitten errichtet. Der untere Sakristeiraum wird von einem Kreuzgratgewölbe, in das acht Stichkappen einschneiden, überspannt. Der obere Raum hat eine verputzte Flachdecke. Die Etagen sind durch einen kleinen rechteckigen Treppenhausanbau miteinander verbunden. Der Bauteil ist mit einem verschieferten Walmdach gedeckt.:S. 225

## Ausstattung

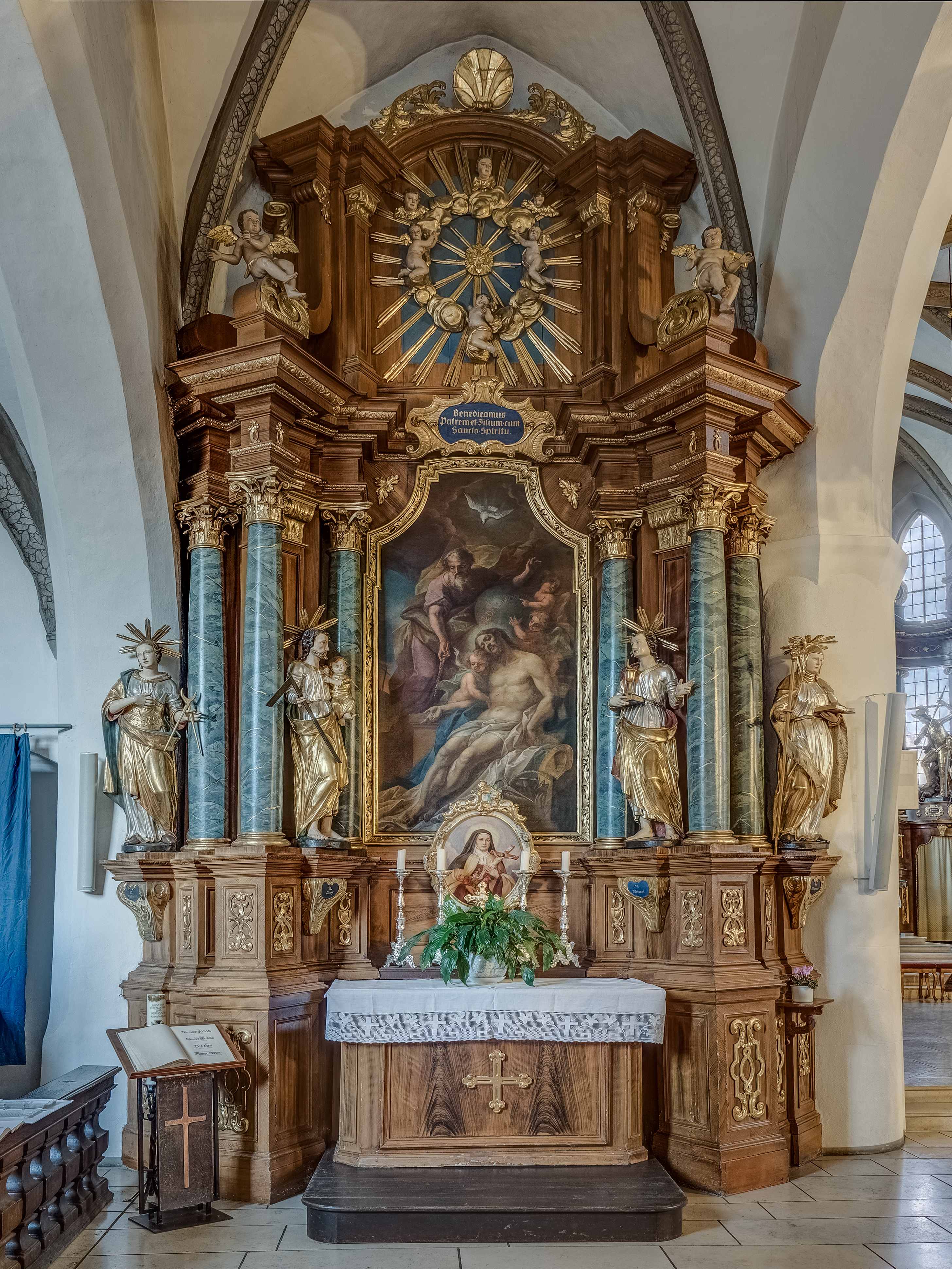
Seitenaltar im linken Seitenschiff

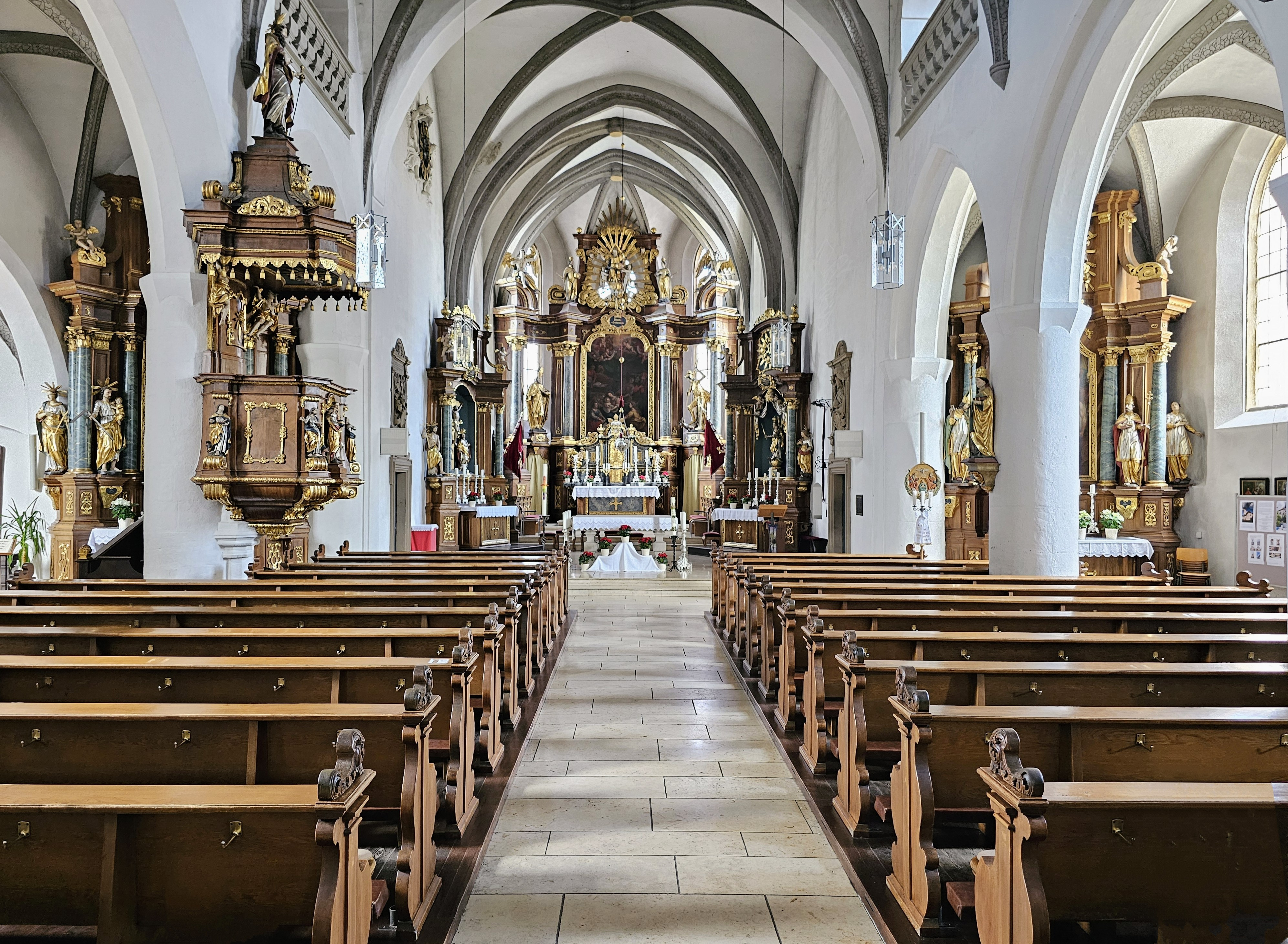
Innenraum

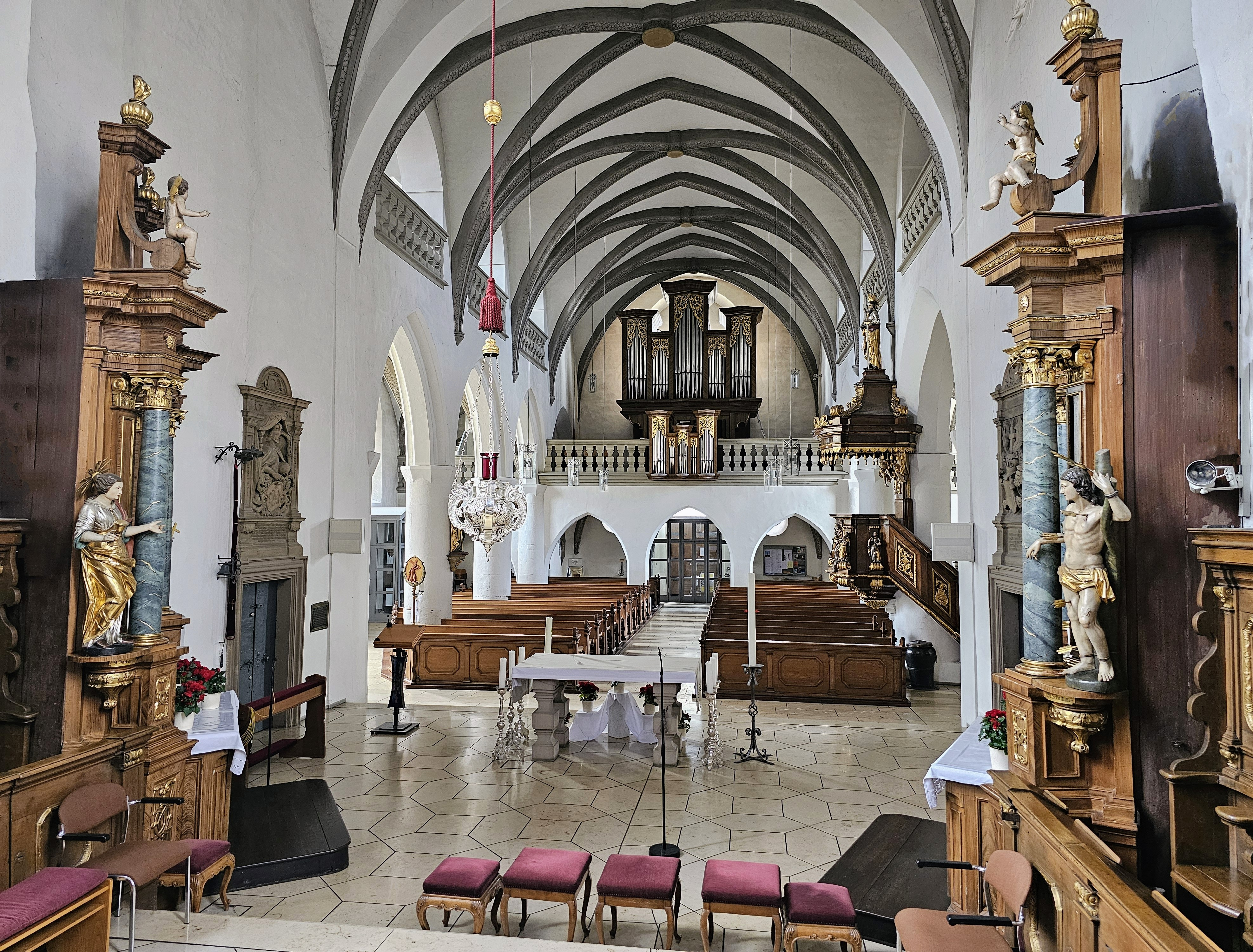
Blick zur Orgel

Den stattlichen Hochaltar schuf 1726 der Staffelsteiner Schreiner Johann Friedrich Hübner. Er hat einen marmorierten, mit Golddekor bereicherten Holzaufbau und einen mittelalterlichen Steinstipes mit profilierter Holzverkleidung. Das Altarblatt im Mittelfeld stammt von dem Bamberger Hofmaler Sebastian Reinhard. Es zeigt in Öl auf Leinwand eine Darstellung der Geburt Mariens. In den äußeren Abschnitten stehen auf Sockeln große Holzstatuen, links der heilige Kilian, und rechts der heilige Georg. Oben stehen auf Säulen die Holzstatuen des heiligen Heinrich und der heiligen Kunigunde. Die Bildhauerarbeiten sind ein Werk des Bambergers Johann Leonhard Gollwitzer.:S. 226
Zwei im Aufbau gleiche Seitenaltäre stehen am Chorbogen übereck. Sie stammen aus dem Jahr 1728. Die Altarretabel sind wiederum ein Werk von Johann Friedrich Hübner, die Figuren sind von Johann Leonhard Gollwitzer. Das linke Retabel zeigt in der Mitte in einer Flachnische eine dreifigurige Kreuzgruppe aus dem dritten Viertel des 18. Jahrhunderts, das rechte  die Prozessionsfigur einer Himmelskönigin, wohl aus der ersten Hälfte des 18. Jahrhunderts.:S. 226
Ein weiteres Paar im Aufbau gleicher Seitenaltäre steht in den Seitenschiffen jeweils an der gerade geschlossenen Ostwand. Sie stammen aus dem Jahr 1739 und wurden bis auf die Altarblätter von denselben Künstlern geschaffen wie die anderen Altäre. Das in Öl auf Leinwand gemalte linke Altarbild stellt den Göttlichen Ratschluss dar und trägt rechts unten die Signatur des Augsburger Malers Johann Georg Bergmüller und die Jahreszahl 1739. Im Vorjahr hatte er die Fresken im benachbarten Kloster Banz vollendet und den Auftrag für dieses Altarbild erhalten. Die 1738 datierte Entwurfszeichnung zeigt zwar die charakteristische Rahmenform des Gemäldes, stellt aber noch eine Pietà mit Gott Vater und dem Heiligen Geist dar. Nach dem Weglassen Mariens zeigt das ausgeführte Gemälde nun „die Dreifaltigkeit und Putten nach der Erfüllung des göttlichen Ratschlusses, nämlich die Menschheit durch den Tod des Gottessohnes zu erlösen.“ Darauf verweist auch der Schriftzug auf der Weltkugel: „sic Deus dilexit mundum“ ([...] Gott hat die Welt so sehr geliebt, [dass er seinen einzigen Sohn hingab ...] – Joh 3,16 ). Die Bildkomposition ist dem steilen Hochformat angepasst. – Das rechte Altarbild mit dem Martyrium des heiligen Laurentius wurde 1741 ebenfalls von Bergmüller gemalt, wie eine signierte und datierte Entwurfszeichnung zeigt. In der älteren Literatur war der Bamberger Maler Johann Joseph Scheubel der Ältere vorgeschlagen worden.:S. 227

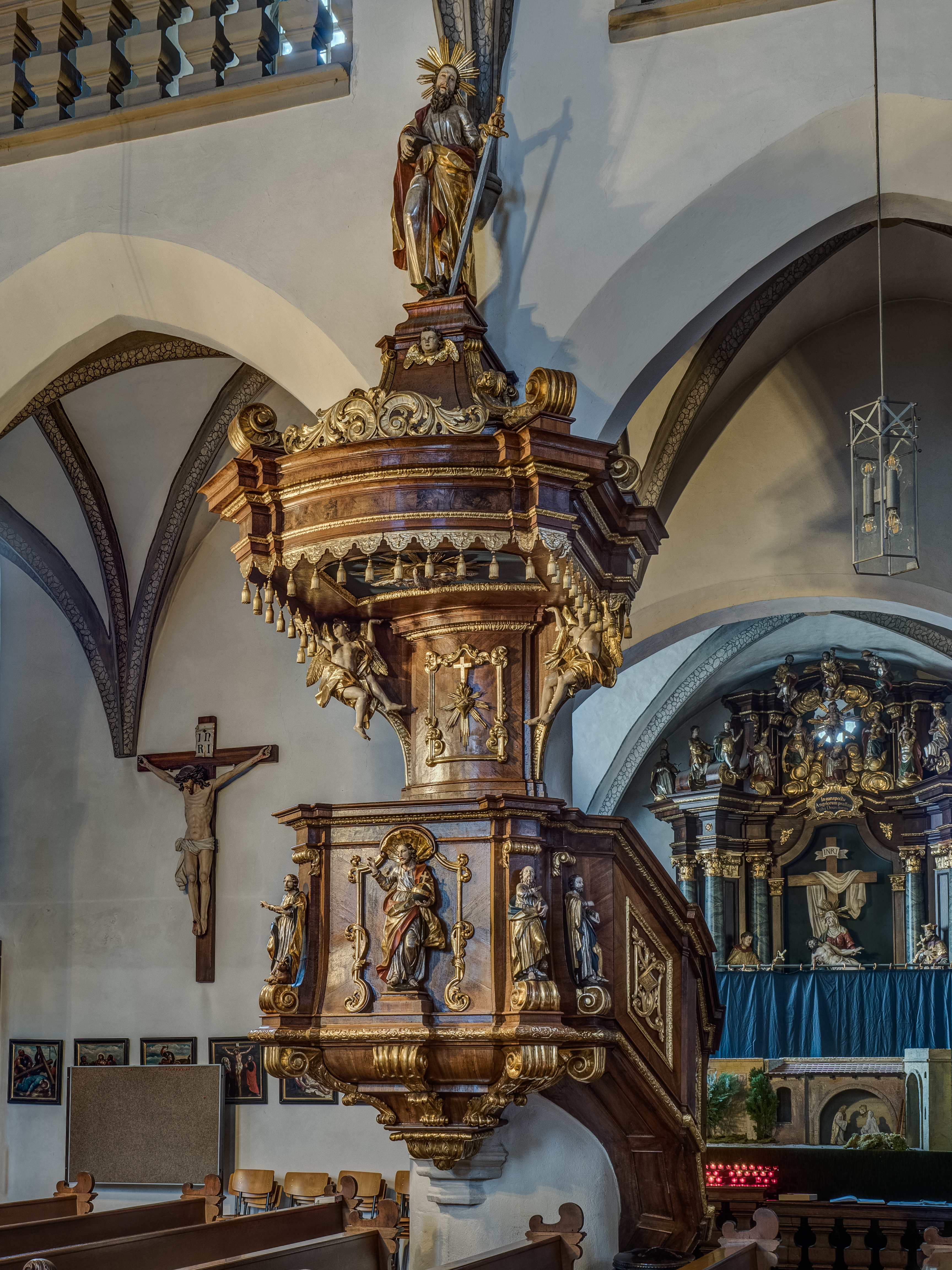
Kanzel

Die Kanzel entstand 1736. Die Schreinerarbeiten führte wohl Franz Jörg aus, die Bildhauerarbeiten Johann Leonhard Gollwitzer. Der Fuß der Holzkonstruktion ruht auf einer spätgotischen, reich profilierten Sandsteinkonsole. Den Kanzelkorb zieren stehende Figuren der Evangelisten und mittig die Statue des Salvator Mundi. Die Bekrönung des Schalldeckels ist eine Figur des heiligen Paulus. 
An der Außenwand der Antoniuskapelle befindet sich das Sandsteingrabmal des „Staffelsteiner Ritters“ aus der Zeit um 1360. Das Hochrelief zeigt die Figur eines Ritters mit Helm und Kettenhemd. Möglicherweise ist es das Grabmal eines Ritters von Plapper, dessen Familie in Staffelstein nachweisbar ist.:S. 228
Vor der südlichen Chorschlussseite befindet sich in einer Nische mit einem flachen Pultdach ein 1724 eingebautes Ölberggehäuse.

### Orgel
Die heutige Orgel stellte 1984 der Orgelbaumeister Volkmar Krätzer auf. Die Kosten betrugen etwa 300.000 Deutsche Mark. Die Orgel hat 41 Register auf drei Manualen und Pedal.